# Élections législatives de 1962 en Moselle
Les élections législatives françaises de 1962 se déroulent les 18 et 25 novembre 1962. Dans le département de la Moselle, huit députés sont à élire dans le cadre de huit circonscriptions.

## Élus
| Circonscription | Député sortant  | Parti | Parti | Député élu ou réélu  | Parti | Parti   |
| --------------- | --------------- | ----- | ----- | -------------------- | ----- | ------- |
| 1re             | Raymond Mondon  |       | CNIP  | Raymond Mondon       |       | RI      |
| 2e              | Paul Mirguet    |       | UNR   | Joseph Schaff        |       | MRP     |
| 3e              | Jean Delrez     |       | CR    | Jean-Louis Gasparini |       | UNR-UDT |
| 4e              | Robert Schuman  |       | MRP   | Maurice Schnebelen   |       | RI      |
| 5e              | Félix Mayer     |       | MRP   | Julien Schvartz      |       | UNR-UDT |
| 6e              | Jean Coumaros   |       | UNR   | Jean Coumaros        |       | UNR-UDT |
| 7e              | Jean Seitlinger |       | MRP   | Étienne Hinsberger   |       | UNR-UDT |
| 8e              | Georges Thomas  |       | MRP   | Henri Karcher        |       | UNR-UDT |

## Résultats

### Résultats à l'échelle du département
| Parti          | Parti                                          | Premier tour | Premier tour | Second tour | Second tour | Sièges |
| Parti          | Parti                                          | Voix         | %            | Voix        | %           | Sièges |
| -------------- | ---------------------------------------------- | ------------ | ------------ | ----------- | ----------- | ------ |
|                | Union pour la nouvelle République (UDT)        | 127 820      | 39,51        | 43 626      | 37,55       | 5      |
|                | Républicains indépendants                      | 48 497       | 14,99        | 19 233      | 16,55       | 2      |
|                | Modérés                                        | 8 817        | 2,73         | Retrait     | Retrait     | 0      |
|                | Majorité présidentielle                        | 185 134      | 57,23        | 62 859      | 54,10       | 7      |
|                |                                                |              |              |             |             |        |
|                | Mouvement républicain populaire                | 92 153       | 28,49        | 32 081      | 27,61       | 1      |
|                | Centre démocratique                            | 92 153       | 28,49        | 32 081      | 27,61       | 1      |
|                |                                                |              |              |             |             |        |
|                | Parti communiste français                      | 33 666       | 10,41        | 21 252      | 18,29       | 0      |
|                | Section française de l'Internationale ouvrière | 5 850        | 1,81         | Retrait     | Retrait     | 0      |
|                | Parti radical                                  | 4 957        | 1,53         | Retrait     | Retrait     | 0      |
|                | Parti socialiste unifié                        | 1 730        | 0,53         |             |             | 0      |
|                |                                                |              |              |             |             |        |
| Inscrits       | Inscrits                                       | 461 883      | 100,00       | 169 228     | 100,00      | 8      |
| Abstentions    | Abstentions                                    | 127 462      | 27,6         | 49 581      | 29,3        |        |
| Votants        | Votants                                        | 334 421      | 72,4         | 119 647     | 70,7        |        |
| Blancs et nuls | Blancs et nuls                                 | 10 931       | 3,27         | 3 455       | 2,89        |        |
| Exprimés       | Exprimés                                       | 323 490      | 96,73        | 116 192     | 97,11       |        |

### Résultats par circonscription

#### Première circonscription (Metz-I)
|                | Raymond Mondon sortant réélu | RI             | 33 771 | 67,07  |  |  |  |
|                | Robert Chèvre                | PCF            | 7 717  | 15,33  |  |  |  |
|                | Émile Heintz                 | MRP            | 6 305  | 12,52  |  |  |  |
|                | Xavier Vasseur               | SFIO           | 2 558  | 5,08   |  |  |  |
|                |                              |                |        |        |  |  |  |
| Inscrits       | Inscrits                     | Inscrits       | 74 248 | 100,00 |  |  |  |
| Abstentions    | Abstentions                  | Abstentions    | 22 569 | 30,4   |  |  |  |
| Votants        | Votants                      | Votants        | 51 679 | 69,6   |  |  |  |
| Blancs et nuls | Blancs et nuls               | Blancs et nuls | 1 328  | 2,57   |  |  |  |
| Exprimés       | Exprimés                     | Exprimés       | 50 351 | 97,43  |  |  |  |

#### Deuxième circonscription (Metz-II)
| Candidat       | Candidat             | Parti          | Premier tour | Premier tour | Second tour | Second tour |  |
| Candidat       | Candidat             | Parti          | Voix         | %            | Voix        | %           |  |
| -------------- | -------------------- | -------------- | ------------ | ------------ | ----------- | ----------- |  |
|                | Joseph Schaff élu    | MRP            | 17 374       | 47,19        | 18 684      | 49,47       |  |
|                | Paul Mirguet sortant | UNR-UDT        | 16 018       | 43,51        | 16 566      | 43,86       |  |
|                | Léon Steinling       | PCF            | 3 424        | 9,3          | 2 516       | 6,66        |  |
|                |                      |                |              |              |             |             |  |
| Inscrits       | Inscrits             | Inscrits       | 53 228       | 100,00       | 53 226      | 100,00      |  |
| Abstentions    | Abstentions          | Abstentions    | 14 894       | 27,98        | 14 746      | 27,7        |  |
| Votants        | Votants              | Votants        | 38 334       | 72,02        | 38 480      | 72,3        |  |
| Blancs et nuls | Blancs et nuls       | Blancs et nuls | 1 518        | 3,96         | 714         | 1,86        |  |
| Exprimés       | Exprimés             | Exprimés       | 36 816       | 96,04        | 37 766      | 98,14       |  |

#### Troisième circonscription (Thionville-Ouest)
| Candidat       | Candidat                 | Parti          | Premier tour | Premier tour | Second tour | Second tour |  |
| Candidat       | Candidat                 | Parti          | Voix         | %            | Voix        | %           |  |
| -------------- | ------------------------ | -------------- | ------------ | ------------ | ----------- | ----------- |  |
|                | Jean-Louis Gasparini élu | UNR-UDT        | 16 866       | 39,97        | 27 060      | 65,3        |  |
|                | César Depietri           | PCF            | 9 584        | 22,71        | 14 378      | 34,7        |  |
|                | Gabriel Wahrheit         | Radsoc         | 4 957        | 11,75        | Retrait     | Retrait     |  |
|                | Frédéric Schulz          | Modérés        | 4 579        | 10,85        | Retrait     | Retrait     |  |
|                | Jean Delrez sortant      | MRP            | 4 478        | 10,61        | Retrait     | Retrait     |  |
|                | Marcel Grégoire          | PSU            | 1 730        | 4,1          |             |             |  |
|                |                          |                |              |              |             |             |  |
| Inscrits       | Inscrits                 | Inscrits       | 63 054       | 100,00       | 63 047      | 100,00      |  |
| Abstentions    | Abstentions              | Abstentions    | 19 433       | 30,82        | 19 784      | 31,38       |  |
| Votants        | Votants                  | Votants        | 43 621       | 69,18        | 43 263      | 68,62       |  |
| Blancs et nuls | Blancs et nuls           | Blancs et nuls | 1 427        | 3,27         | 1 825       | 4,22        |  |
| Exprimés       | Exprimés                 | Exprimés       | 42 194       | 96,73        | 41 438      | 95,78       |  |

#### Quatrième circonscription (Thionville-Est)
| Candidat       | Candidat               | Parti          | Premier tour | Premier tour | Second tour | Second tour |  |
| Candidat       | Candidat               | Parti          | Voix         | %            | Voix        | %           |  |
| -------------- | ---------------------- | -------------- | ------------ | ------------ | ----------- | ----------- |  |
|                | Maurice Schnebelen élu | RI             | 14 726       | 42,31        | 19 233      | 52          |  |
|                | Georges Ditsch         | MRP            | 13 661       | 39,25        | 13 397      | 36,22       |  |
|                | René de Matteis        | PCF            | 3 961        | 11,38        | 4 358       | 11,78       |  |
|                | Nicolas Schuller       | SFIO           | 2 458        | 7,06         | Retrait     | Retrait     |  |
|                |                        |                |              |              |             |             |  |
| Inscrits       | Inscrits               | Inscrits       | 52 961       | 100,00       | 52 955      | 100,00      |  |
| Abstentions    | Abstentions            | Abstentions    | 16 755       | 31,64        | 15 051      | 28,42       |  |
| Votants        | Votants                | Votants        | 36 206       | 68,36        | 37 904      | 71,58       |  |
| Blancs et nuls | Blancs et nuls         | Blancs et nuls | 1 400        | 3,87         | 916         | 2,42        |  |
| Exprimés       | Exprimés               | Exprimés       | 34 806       | 96,13        | 36 988      | 97,58       |  |

#### Cinquième circonscription (Saint-Avold)
|                | Julien Schvartz élu | UNR-UDT        | 27 413 | 60,3   |  |  |  |
|                | Félix Mayer sortant | MRP            | 14 973 | 32,94  |  |  |  |
|                | Gabriel Schlosser   | PCF            | 3 076  | 6,77   |  |  |  |
|                |                     |                |        |        |  |  |  |
| Inscrits       | Inscrits            | Inscrits       | 64 151 | 100,00 |  |  |  |
| Abstentions    | Abstentions         | Abstentions    | 17 333 | 27,02  |  |  |  |
| Votants        | Votants             | Votants        | 46 818 | 72,98  |  |  |  |
| Blancs et nuls | Blancs et nuls      | Blancs et nuls | 1 356  | 2,9    |  |  |  |
| Exprimés       | Exprimés            | Exprimés       | 45 462 | 97,1   |  |  |  |

#### Sixième circonscription (Forbach)
|                | Jean Coumaros sortant réélu | UNR-UDT        | 22 259 | 59,33  |  |  |  |
|                | Adrien Wahl                 | MRP            | 6 868  | 18,31  |  |  |  |
|                | Jean-Joseph Delange         | Modérés        | 4 238  | 11,3   |  |  |  |
|                | Pierre Muller               | PCF            | 3 318  | 8,84   |  |  |  |
|                | Nicolas Schmitt             | SFIO           | 834    | 2,22   |  |  |  |
|                |                             |                |        |        |  |  |  |
| Inscrits       | Inscrits                    | Inscrits       | 54 039 | 100,00 |  |  |  |
| Abstentions    | Abstentions                 | Abstentions    | 15 536 | 28,75  |  |  |  |
| Votants        | Votants                     | Votants        | 38 503 | 71,25  |  |  |  |
| Blancs et nuls | Blancs et nuls              | Blancs et nuls | 986    | 2,56   |  |  |  |
| Exprimés       | Exprimés                    | Exprimés       | 37 517 | 97,44  |  |  |  |

#### Septième circonscription (Sarreguemines)
|                | Étienne Hinsberger élu  | UNR-UDT        | 18 514 | 54,88  |  |  |  |
|                | Jean Seitlinger sortant | MRP            | 13 751 | 40,76  |  |  |  |
|                | Raymond Pierron         | PCF            | 1 473  | 4,37   |  |  |  |
|                |                         |                |        |        |  |  |  |
| Inscrits       | Inscrits                | Inscrits       | 45 593 | 100,00 |  |  |  |
| Abstentions    | Abstentions             | Abstentions    | 10 269 | 22,52  |  |  |  |
| Votants        | Votants                 | Votants        | 35 324 | 77,48  |  |  |  |
| Blancs et nuls | Blancs et nuls          | Blancs et nuls | 1 586  | 4,49   |  |  |  |
| Exprimés       | Exprimés                | Exprimés       | 33 738 | 95,51  |  |  |  |

#### Huitième circonscription (Sarrebourg)
|                | Henri Karcher élu      | UNR-UDT        | 26 750 | 62,78  |  |  |  |
|                | Georges Thomas sortant | MRP            | 14 743 | 34,6   |  |  |  |
|                | Oscar Ladurelle        | PCF            | 1 113  | 2,61   |  |  |  |
|                |                        |                |        |        |  |  |  |
| Inscrits       | Inscrits               | Inscrits       | 54 609 | 100,00 |  |  |  |
| Abstentions    | Abstentions            | Abstentions    | 10 673 | 19,54  |  |  |  |
| Votants        | Votants                | Votants        | 43 936 | 80,46  |  |  |  |
| Blancs et nuls | Blancs et nuls         | Blancs et nuls | 1 330  | 3,03   |  |  |  |
| Exprimés       | Exprimés               | Exprimés       | 42 606 | 96,97  |  |  |  |